# Ricardo Leyser
Pour les articles homonymes, voir Leyser.
 (avril 2016).
Ricardo Leyser, né en 1972, est un homme politique brésilien.

## Carrière
Il a été ministre des sports au sein du gouvernement de Dilma Rousseff, depuis la démission de George Hilton, le 31 mars 2016, jusqu'au 12 mai 2016.